# Devecey
Devecey é uma comuna francesa na região administrativa de Borgonha-Franco-Condado, no departamento de Doubs. Estende-se por uma área de 3,78 km². Em 2010 a comuna tinha 1 453 habitantes (densidade: 384,4 hab./km²).